# Danh sách album của Madonna
Ca sĩ người Mỹ Madonna đã phát hành 14 album phòng thu, 5 album tổng hợp, 3 album nhạc phim, 4 album trực tiếp, 11 đĩa mở rộng, 4 album phối khí lại và 21 bộ đĩa. Năm 1982, Madonna ký hợp đồng thu âm với Sire Records, một nhãn hiệu sở hữu bởi Warner Bros. Records. Album đầu tay cùng tên của bà ra mắt năm 1983, leo lên vị trí thứ 8 trên bảng xếp hạng Billboard 200 và 5 lần đạt đĩa Bạch kim bởi Hiệp hội Công nghiệp Thu âm Hoa Kỳ (RIAA). Tiếp sau album đầu tiên, bà phát hành Like a Virgin (1984). Album đứng đầu bảng xếp hạng của nhiều quốc gia trên thế giới và được chứng nhận đĩa Kim cương bởi RIAA. True Blue (1986) bán hơn 25 triệu bản trên toàn thế giới và là album quán quân thứ hai của bà ở Mỹ. Năm 1987, bà phát hành hai tác phẩm đạt đĩa Bạch kim tại Mỹ: album nhạc phim Who's That Girl và album phối khí lại đầu tiên, You Can Dance. Album phòng thu thứ tư, Like a Prayer (1989) trở thành album quán quân thứ ba của bà trên Billboard 200, nhận 4 lần chứng nhận Bạch kim ở Mỹ.
Madonna bước vào thập niên 1990 bằng album nhạc phim I'm Breathless (1990), chứa các bài hát lấy cảm hứng từ bộ phim Dick Tracy. Cùng năm đó, bà ra mắt album tuyển tập đầu tiên mang tên The Immaculate Collection, là album tuyển tập bán chạy nhất của một nghệ sĩ đơn ca với doanh số hơn 30 triệu bản. Tại Vương quốc Liên hiệp Anh, đây là album của nữ nghệ sĩ bán chạy nhất và là album thứ hai đạt chứng nhận Kim cương của bà ở Mỹ. Năm 1991, Madonna ký một hợp đồng thu âm và kinh doanh trị giá 60 triệu đô-la Mỹ với Warner Bros. và Time Warner. Bà đứng ra thành lập Maverick Records, sau này trở thành công ty thu âm chính của bà. Phát hành bởi Maverick là các album phòng thu Erotica (1992) và Bedtime Stories (1994), cùng với Something to Remember (1995), một tập hợp các bản ballad của bà. Tất cả đều giành chứng nhận đa Bạch kim tại Hoa Kỳ và gặt hái thành công thương mại. Album nhạc phim thứ ba của bà từ bộ phim nhạc kịch Evita, được phát hành năm 1996. Album kép này đạt 5 chứng nhận đĩa Bạch kim bởi RIAA, ghi nhận 2.5 triệu bản tiêu thụ tại thị trường Mỹ. Album phòng thu thứ bảy, Ray of Light (1998) bán hơn 16 triệu đĩa trên khắp thế giới.
Năm 2000, Music trở thành album thứ tư của Madonna đạt vị trí quán quân trên Billboard 200; đây là album hạng nhất đầu tiên của bà trong vòng 11 năm, kể từ Like a Prayer. Music cũng đứng đầu bảng xếp hạng nhiều quốc gia tại châu Âu. American Life (2003) là album thứ năm của Madonna đạt vị trí quán quân trên Billboard 200. Confessions on a Dance Floor, phát hành năm 2005, được báo trước là sự trở lại của bà, mở đầu với vị trí quán quân tại Mỹ và tất cả các thị trường chính khác. Năm 2007, Madonna ký một hợp đồng kinh doanh và thu âm cùng 360 deal kéo dài 10 năm, trị giá 120 triệu đô la Mỹ với Live Nation. Hợp đồng của bà với Warner Bros. kết thúc bằng album phòng thu thứ 11, Hard Candy (2008), album quán quân thứ 7 của bà trên Billboard 200 và Celebration (2009), album tuyển tập thứ ba. Năm 2011, Madonna ký một hợp đồng gồm 3 album cùng Interscope Records, nơi hỗ trợ phân phối cùng hợp đồng của bà với Live Nation. Album phòng thu thứ 12, MDNA (2012) là nhà quán quân thứ 8 của bà ở Mỹ. Tháng 3 năm 2015, Madonna ra mắt album phòng thu thứ 13, Rebel Heart, đạt hạng hai ở Mỹ và Vương quốc Liên hiệp Anh. Tháng 6 năm 2019, bà ra mắt album phòng thu thứ 14 của bà, cũng là album cuối cùng của bà trong bản hợp đồng 3 album với hãng đĩa Interscope, Madame X, album đã ra mắt tại vị trí á quân tại Vương quốc Anh và đầu bảng xếp hạng tại Mỹ, trở thành album thứ 9 của bà chạm nóc bảng xếp hạng này đồng thời cũng giúp bà giữ trở thành nghệ sĩ nữ thứ nhì có nhiều album đạt hạng 1 tại quốc gia này (chỉ sau Barbra Streisand với 12 album).
Với hơn 300 triệu đĩa thu âm đã tiêu thụ trên toàn cầu, Madonna được công nhận là nữ nghệ sĩ thu âm bán chạy nhất mọi thời đại bởi Sách Kỷ lục Guinness. Hiệp hội Công nghiệp ghi âm Hoa Kỳ (RIAA) xếp Madonna là nữ nghệ sĩ rock bán chạy nhất thế kỷ 20 và là nữ nghệ sĩ bán chạy thứ hai tại Hoa Kỳ, với 64.5 triệu chứng nhận album. Các album The Immaculate Collection, Like a Virgin và True Blue nằm trong số 100 album được chứng nhận hàng đầu, theo RIAA. Tại Vương quốc Liên hiệp Anh, bà trở thành nghệ sĩ đơn ca thành công nhất, với tổng cộng 12 album quán quân. Theo Công nghiệp Ghi âm Anh (BPI), Madonna là nghệ sĩ được chứng nhận nhiều nhất mọi thời đại tại Vương quốc Liên hiệp Anh, với 45 giải thưởng.

## Album phòng thu
| Tựa đề                                                                       | Chi tiết | Vị trí xếp hạng cao nhất | Vị trí xếp hạng cao nhất | Vị trí xếp hạng cao nhất | Vị trí xếp hạng cao nhất | Vị trí xếp hạng cao nhất | Vị trí xếp hạng cao nhất | Vị trí xếp hạng cao nhất | Vị trí xếp hạng cao nhất | Vị trí xếp hạng cao nhất | Vị trí xếp hạng cao nhất | Chứng nhận | Doanh số                                                                                     |
| Tựa đề                                                                       | Chi tiết | Mỹ                       | Úc                       | Áo                       | Canada                   | Pháp                     | Đức                      | Ý                        | T.B. Nha                 | Thụy Sĩ                  | Anh                      | Chứng nhận | Doanh số                                                                                     |
| ---------------------------------------------------------------------------- | --- | ------------------------ | ------------------------ | ------------------------ | ------------------------ | ------------------------ | ------------------------ | ------------------------ | ------------------------ | ------------------------ | ------------------------ | --- | -------------------------------------------------------------------------------------------- |
| Madonna                                                                      | - Phát hành: 27 tháng 7 năm 1983 - Hãng đĩa: Sire · Warner Bros. - Định dạng: LP · cassette · CD · đĩa ảnh                   | 8                        | 10                       | 15                       | 16                       | 8                        | 28                       | —                        | —                        | —                        | 6                        | - Mỹ: 5× Bạch kim - Úc: 3× Bạch kim - Pháp: Bạch kim - Đức: Vàng - New Zealand: Bạch kim - T.B.Nha: Vàng - L.H.Anh: Bạch kim | - Thế giới: 10.000.000 - Mỹ: 5.000.000 - Pháp: 232.500                                       |
| Like a Virgin                                                                | - Phát hành: 12 tháng 11 năm 1984 - Hãng đĩa: Sire · Warner Bros. - Định dạng: LP · cassette · CD · đĩa ảnh                  | 1                        | 2                        | 3                        | 3                        | 2                        | 1                        | 1                        | 1                        | 3                        | 1                        | - Mỹ: Kim cương - Úc: 7× Bạch kim - Canada: Kim cương - Pháp: 2× Bạch kim - Đức: 3× Vàng - New Zealand: 5× Bạch kim - T.B.Nha: Bạch kim - Thụy Sĩ: 2× Bạch kim - L.H.Anh: 3× Bạch kim                                                     | - Thế giới: 21.000.000 - Mỹ: 10.000.000 - Pháp: 632.700                                      |
| True Blue                                                                    | - Phát hành: 30 tháng 6 năm 1986 - Hãng đĩa: Sire · Warner Bros. - Định dạng: LP · cassette · CD · đĩa ảnh                   | 1                        | 1                        | 1                        | 1                        | 1                        | 1                        | 1                        | 1                        | 1                        | 1                        | - Mỹ: 7× Bạch kim - Úc: 4× Bạch kim - Canada: Kim cương - Pháp: Kim cương - Đức: 2× Bạch kim - New Zealand: 5× Bạch kim - T.B.Nha: 3× Bạch kim - L.H.Anh: 7× Bạch kim                                                                     | - Thế giới: 25.000.000 - Mỹ: 7.000.000 - Pháp: 1.353.110 - Ý: 1.500.000 - L.H.Anh: 1.997.015 |
| Like a Prayer                                                                | - Phát hành: 21 tháng 3 năm 1989 - Hãng đĩa: Sire · Warner Bros. - Định dạng: LP · cassette · CD · đĩa ảnh                   | 1                        | 4                        | 1                        | 1                        | 1                        | 1                        | 1                        | 1                        | 1                        | 1                        | - Mỹ: 4× Bạch kim - Úc: 4× Bạch kim - Áo: Bạch kim - Canada: 5× Bạch kim - Pháp: 2× Bạch kim - Đức: 3× Vàng - New Zealand: 2× Bạch kim - T.B.Nha: 4× Bạch kim - Thụy Sĩ: 2× Bạch kim - L.H.Anh: 4× Bạch kim                               | - Thế giới: 15.000.000 - Mỹ: 5.000.000 - Pháp: 769.500                                       |
| Erotica                                                                      | - Phát hành: 20 tháng 10 năm 1992 - Nhãn đĩa: Maverick · Sire · Warner Bros. - Định dạng: LP · cassette · CD · đĩa ảnh       | 2                        | 1                        | 5                        | 4                        | 1                        | 5                        | 2                        | 5                        | 4                        | 2                        | - Mỹ: 2× Bạch kim - Úc: 3× Bạch kim - Áo: Vàng - Canada: 2× Bạch kim - Đức: Vàng - T.B.Nha: Bạch kim - Thụy Sĩ: Vàng - L.H.Anh: 2× Bạch kim                                                                                               | - Thế giới: 6.000.000 - Mỹ: 1.893.000 - Pháp: 250.000                                        |
| Bedtime Stories                                                              | - Phát hành: 25 tháng 10 năm 1994 - Hãng đĩa: Maverick · Sire · Warner Bros. - Định dạng: LP · cassette · CD · đĩa ảnh       | 3                        | 1                        | 7                        | 2                        | 2                        | 4                        | 2                        | 5                        | 4                        | 2                        | - Mỹ: 3× Bạch kim - Úc: 2× Bạch kim - Áo: Vàng - Canada: 2× Bạch kim - Châu Âu: 2× Bạch kim - Pháp: 2× Vàng - Đức: Bạch kim - T.B.Nha: Bạch kim - Thụy Sĩ: Vàng - L.H.Anh: Bạch kim                                                       | - Thế giới: 7.000.000 - Mỹ: 2.312.000 - Pháp: 277.400                                        |
| Ray of Light                                                                 | - Phát hành: 3 tháng 3 năm 1998 - Hãng đĩa: Maverick · Warner Bros. - Định dạng: Cassette · CD · tải nhạc số · LP · MiniDisc | 2                        | 1                        | 2                        | 1                        | 2                        | 1                        | 1                        | 1                        | 1                        | 1                        | - Mỹ: 4× Bạch kim - Áo: 3× Bạch kim - Úc: 2× Bạch kim - Canada: 7× Bạch kim - Châu Âu: 7× Bạch kim - Pháp: 3× Bạch kim - Đức: 3× Bạch kim - New Zealand: 2× Bạch kim - T.B.Nha: 3× Bạch kim - Thụy Sĩ: 3× Bạch kim - L.H.Anh: 6× Bạch kim | - Thế giới: 16.000.000 - Mỹ: 4.359.000[E] - Pháp: 925.400 - Đức: 1.000.000[A] - Ý: 500.000   |
| Music                                                                        | - Phát hành: 19 tháng 9 năm 2000 - Hãng đĩa: Maverick · Warner Bros. - Định dạng: Cassette · CD · tải nhạc số · LP           | 1                        | 2                        | 1                        | 1                        | 1                        | 1                        | 1                        | 1                        | 2                        | 1                        | - Mỹ: 3× Bạch kim - Úc: 3× Bạch kim - Áo: Bạch kim - Canada: 3× Bạch kim - Châu Âu: 5× Bạch kim - Pháp: 2× Bạch kim - Đức: 2× Bạch kim - New Zealand: 2× Bạch kim - T.B.Nha: 2× Bạch kim - Thụy Sĩ: 2× Bạch kim - L.H.Anh: 5× Bạch kim    | - Thế giới: 15.000.000 - Mỹ: 2.925.000 - Pháp: 760.031 - L.H.Anh: 1.594.045                  |
| American Life                                                                | - Phát hành: 22 tháng 4 năm 2003 - Hãng đĩa: Maverick · Warner Bros. - Định dạng: Cassette · CD · tải nhạc số · LP · bộ đĩa  | 1                        | 3                        | 1                        | 1                        | 1                        | 1                        | 1                        | 2                        | 1                        | 1                        | - Mỹ: Bạch kim - Úc: Bạch kim - Canada: Bạch kim - Châu Âu: Bạch kim - Pháp: Bạch kim - Đức: Bạch kim - Thụy Sĩ: Bạch kim - L.H.Anh: Bạch kim                                                                                             | - Thế giới: 5.000.000 - Mỹ: 680.000 - Pháp: 474.700 - L.H.Anh: 335.115                       |
| Confessions on a Dance Floor                                                 | - Phát hành: 11 tháng 11 năm 2005 - Hãng đĩa: Warner Bros. - Định dạng: CD · tải nhạc số · LP · bộ đĩa                       | 1                        | 1                        | 1                        | 1                        | 1                        | 1                        | 1                        | 1                        | 1                        | 1                        | - Mỹ: Bạch kim - Úc: 2× Bạch kim - Canada: 5× Bạch kim - Châu Âu: 4× Bạch kim - Pháp: Kim cương - Đức: 3× Bạch kim - New Zealand: Bạch kim - T.B.Nha: 2× Bạch kim - Thụy Sĩ: 3× Bạch kim - L.H.Anh: 4× Bạch kim                           | - Thế giới: 12.000.000 - Mỹ: 1.703.000 - Pháp: 750.400 - L.H.Anh: 1.340.000                  |
| Hard Candy                                                                   | - Phát hành: 19 tháng 4 năm 2008 - Hãng đĩa: Warner Bros. - Định dạng: CD · tải nhạc số · LP · bộ đĩa                        | 1                        | 1                        | 1                        | 1                        | 1                        | 1                        | 1                        | 1                        | 1                        | 1                        | - Mỹ: Vàng - Úc: Bạch kim - Áo: Bạch kim - Canada: Bạch kim - Châu Âu: Bạch kim - Pháp: Bạch kim - Đức: Bạch kim - T.B.Nha: Vàng - Thụy Sĩ: Bạch kim - L.H.Anh: Bạch kim                                                                  | - Thế giới: 4.000.000 - Mỹ: 744.000 - Canada: 169.000 - Pháp: 240.000 - L.H.Anh: 335.523     |
| MDNA                                                                         | - Phát hành: 23 tháng 3 năm 2012 - Hãng đĩa: Live Nation · Interscope - Định dạng: CD · tải nhạc số · LP                     | 1                        | 1                        | 3                        | 1                        | 2                        | 3                        | 1                        | 1                        | 2                        | 1                        | - Mỹ: Vàng - Úc: Vàng - Áo: Vàng - Pháp: Bạch kim - Ý: Bạch kim - T.B.Nha: Vàng - L.H.Anh: Vàng | - Thế giới: 2.000.000 - Mỹ: 539.000 - Pháp: 90.000 - L.H.Anh: 134.803                        |
| Rebel Heart                                                                  | - Phát hành: 6 tháng 3 năm 2015 - Hãng đĩa: Live Nation · Interscope - Định dạng: CD · tải nhạc số · LP                      | 2                        | 1                        | 1                        | 1                        | 3                        | 1                        | 1                        | 1                        | 1                        | 2                        | - Áo: Vàng - Pháp: Vàng - Ý: Bạch kim - L.H.Anh: Bạc | - Thế giới: 1.000.000 - Pháp: 50.000 - L.H.Anh: 76.490                                       |
| Madame X                                                                     | - Phát hành: 14 tháng 6 năm 2019 - Hãng đĩa: Live Nation · Interscope - Định dạng: CD · tải nhạc số · LP                     | 1                        | 2                        | 4                        | 2                        | 4                        | 5                        | 2                        | 3                        | 2                        | 2                        | - Ý: Vàng | - Mỹ: 169,000 - Pháp: 29,000                                                                 |
| "—" Không có mặt trên bảng xếp hạng hoặc không được phát hành ở quốc gia đó. | |                          |                          |                          |                          |                          |                          |                          |                          |                          |                          | |                                                                                              |

## Album nhạc phim
| Tựa đề                                                                       | Chi tiết                                                                                                   | Vị trí xếp hạng cao nhất | Vị trí xếp hạng cao nhất | Vị trí xếp hạng cao nhất | Vị trí xếp hạng cao nhất | Vị trí xếp hạng cao nhất | Vị trí xếp hạng cao nhất | Vị trí xếp hạng cao nhất | Vị trí xếp hạng cao nhất | Vị trí xếp hạng cao nhất | Vị trí xếp hạng cao nhất | Chứng nhận | Doanh số                                                                 |
| Tựa đề                                                                       | Chi tiết                                                                                                   | Mỹ                       | Úc                       | Áo                       | Canada                   | Pháp                     | Đức                      | Ý                        | T.B. Nha                 | Thụy Sĩ                  | L.H. Anh                 | Chứng nhận | Doanh số                                                                 |
| ---------------------------------------------------------------------------- | --- | ------------------------ | ------------------------ | ------------------------ | ------------------------ | ------------------------ | ------------------------ | ------------------------ | ------------------------ | ------------------------ | ------------------------ | --- | ------------------------------------------------------------------------ |
| Who's That Girl                                                              | - Phát hành: 21 tháng 7 năm 1987 - Hãng đĩa: Sire · Warner Bros. - Định dạng: LP · cassette · CD · đĩa ảnh | 7                        | 24                       | 5                        | 4                        | 2                        | 1                        | 2                        | 4                        | 4                        | 4                        | - Mỹ: Bạch kim - Úc: Vàng - Pháp: 2× Bạch kim - Đức: Vàng - New Zealand: Vàng - T.B.Nha: Bạch kim - L.H.Anh: Bạch kim                                       | - Thế giới: 6,000,000 - Mỹ: 1,400,000 - Pháp: 668,300 - L.H.Anh: 320,000 |
| I'm Breathless                                                               | - Phát hành: 22 tháng 5 năm 1990 - Hãng đĩa: Sire · Warner Bros. - Định dạng: LP · cassette · CD           | 2                        | 1                        | 5                        | 2                        | 3                        | 1                        | 2                        | 2                        | 3                        | 2                        | - Mỹ: 2× Bạch kim - Úc: 2× Bạch kim - Áo: Vàng - Canada: 2× Bạch kim - Pháp: 2× Vàng - Đức: Vàng - T.B.Nha: 2× Bạch kim - Thụy Sĩ: Vàng - L.H.Anh: Bạch kim | - Thế giới: 7.000.000 - Mỹ: 3.240.000 - Pháp: 411,900                    |
| Evita[B]                                                                     | - Phát hành: 25 tháng 10 năm 1996 - Hãng đĩa: Warner Bros. - Định dạng: LP · cassette · CD · tải nhạc số   | 2                        | 5                        | 1                        | 5                        | 2                        | 2                        | 2                        | 16                       | 1                        | 1                        | - Mỹ: 5× Bạch kim - Úc: Bạch kim - Áo: 2× Bạch kim - Đức: Bạch kim - New Zealand: Bạch kim - T.B.Nha: Vàng - Thụy Sĩ: Bạch kim - L.H.Anh: 2× Bạch kim       | - Thế giới: 11.000.000 - Mỹ: 2.005.000                                   |
| "—" Không có mặt trên bảng xếp hạng hoặc không được phát hành ở quốc gia đó. | |                          |                          |                          |                          |                          |                          |                          |                          |                          |                          | |                                                                          |

## Album tổng hợp
| Tựa đề                                                                       | Chi tiết | Vị trí xếp hạng cao nhất | Vị trí xếp hạng cao nhất | Vị trí xếp hạng cao nhất | Vị trí xếp hạng cao nhất | Vị trí xếp hạng cao nhất | Vị trí xếp hạng cao nhất | Vị trí xếp hạng cao nhất | Vị trí xếp hạng cao nhất | Vị trí xếp hạng cao nhất | Vị trí xếp hạng cao nhất | Chứng nhận | Doanh số                                                                                        |
| Tựa đề                                                                       | Chi tiết | Mỹ                       | Úc                       | Áo                       | Canada                   | Pháp                     | Đức                      | Ý                        | T.B. Nha                 | Thụy Sĩ                  | L.H. Anh                 | Chứng nhận | Doanh số                                                                                        |
| ---------------------------------------------------------------------------- | --- | ------------------------ | ------------------------ | ------------------------ | ------------------------ | ------------------------ | ------------------------ | ------------------------ | ------------------------ | ------------------------ | ------------------------ | --- | ----------------------------------------------------------------------------------------------- |
| You Can Dance                                                                | - Phát hành: 17 tháng 11 năm 1987 - Hãng đĩa: Sire · Warner Bros. - Định dạng: LP · cassette · CD · đĩa ảnh                        | 14                       | 13                       | 13                       | 11                       | 2                        | 13                       | 1                        | 16                       | 11                       | 5                        | - Mỹ: Bạch kim - Áo: Bạch kim - Pháp: Bạch kim - Đức: Vàng - New Zealand: Bạch kim - T.B.Nha: Bạch kim - L.H.Anh: Bạch kim                                                                                         | - Thế giới: 5,000,000 - Mỹ: 1,500,000 - Pháp: 414,700                                           |
| The Immaculate Collection                                                    | - Phát hành: 9 tháng 11 năm 1990 - Hãng đĩa: Sire · Warner Bros. - Định dạng: LP · cassette · CD · tải nhạc số · MiniDisc · bộ đĩa | 2                        | 1                        | 6                        | 1                        | 2                        | 10                       | 2                        | 5                        | 3                        | 1                        | - Mỹ: Kim cương - Úc: 12× Bạch kim - Áo: Bạch kim - Canada: 7× Bạch kim - Pháp: Kim cương - Đức: 3× Vàng - New Zealand: 7× Bạch kim - T.B.Nha: 3× Bạch kim - Thụy Sĩ: Bạch kim - L.H.Anh: 12× Bạch kim             | - Thế giới: 30.000.000 - Mỹ: 10.000.000[C] - Úc: 880.000 - Pháp: 1.114.700 - L.H.Anh: 3.700.000 |
| Something to Remember                                                        | - Phát hành: 7 tháng 11 năm 1995 - Hãng đĩa: Maverick · Warner Bros. - Định dạng: LP · cassette · CD                               | 6                        | 1                        | 1                        | 4                        | 3                        | 2                        | 1                        | 6                        | 7                        | 3                        | - Mỹ: 3× Bạch kim - Úc: 4× Bạch kim - Áo: Bạch kim - Canada: 2× Bạch kim - Châu Âu: 3× Bạch kim - Pháp: 2× Vàng - Đức: Bạch kim - New Zealand: Bạch kim - T.B.Nha: Vàng - Thụy Sĩ: Bạch kim - L.H.Anh: 3× Bạch kim | - Thế giới: 10.000.000 - Mỹ: 2.089.000 - Pháp: 203.000                                          |
| GHV2                                                                         | - Phát hành: 13 tháng 11 năm 2001 - Hãng đĩa: Maverick · Warner Bros. - Định dạng: LP · cassette · CD · tải nhạc số                | 7                        | 3                        | 1                        | 11                       | 2                        | 3                        | 7                        | 3                        | 3                        | 2                        | - Mỹ: Bạch kim - Úc: Bạch kim - Châu Âu: 2× Bạch kim - Canada: Bạch kim - Pháp: Bạch kim - Đức: Bạch kim - New Zealand: Vàng - T.B.Nha: 2× Bạch kim - Thụy Sĩ: Bạch kim - L.H.Anh: 2× Bạch kim                     | - Thế giới: 7.000.000 - Mỹ: 1.388.000 - Pháp: 354.400 - L.H.Anh: 804.076                        |
| Celebration                                                                  | - Phát hành: 18 tháng 9 năm 2009 - Hãng đĩa: Warner Bros. - Định dạng: CD · tải nhạc số · LP                                       | 7                        | 6                        | 4                        | 1                        | 1                        | 1                        | 1                        | 2                        | 3                        | 1                        | - Mỹ: Vàng - Úc: Vàng - Châu Âu: Bạch kim - Pháp: Bạch kim - Đức: Bạch kim - Ý: 2× Bạch kim - T.B.Nha: Vàng - Thụy Sĩ: Bạch kim - L.H.Anh: Bạch kim                                                                | - Thế giới: 4,000,000 - Mỹ: 274,000 - Pháp: 123,100 - L.H.Anh: 370,231                          |
| "—" Không có mặt trên bảng xếp hạng hoặc không được phát hành ở quốc gia đó. | |                          |                          |                          |                          |                          |                          |                          |                          |                          |                          | |                                                                                                 |

## Album trực tiếp
| Tựa đề                                                                       | Chi tiết | Vị trí xếp hạng cao nhất | Vị trí xếp hạng cao nhất | Vị trí xếp hạng cao nhất | Vị trí xếp hạng cao nhất | Vị trí xếp hạng cao nhất | Vị trí xếp hạng cao nhất | Vị trí xếp hạng cao nhất | Vị trí xếp hạng cao nhất | Vị trí xếp hạng cao nhất | Vị trí xếp hạng cao nhất | Chứng nhận         | Doanh số                                                             |
| Tựa đề                                                                       | Chi tiết | Mỹ                       | Úc                       | Áo                       | Canada                   | Pháp                     | Đức                      | Ý                        | T.B. Nha                 | Thụy Sĩ                  | L.H. Anh                 | Chứng nhận         | Doanh số                                                             |
| ---------------------------------------------------------------------------- | --- | ------------------------ | ------------------------ | ------------------------ | ------------------------ | ------------------------ | ------------------------ | ------------------------ | ------------------------ | ------------------------ | ------------------------ | ------------------ | -------------------------------------------------------------------- |
| I'm Going to Tell You a Secret                                               | - Phát hành: 20 tháng 6 năm 2006 - Hãng đĩa: Warner Bros. - Định dạng: CD+DVD · DVD+CD · tải nhạc số                             | 33                       | —                        | 12                       | 4                        | 8                        | 8                        | 1                        | —                        | 7                        | 18                       | - Pháp: Vàng       | - Mỹ: 85.000 - Pháp: 53.000 - L.H.Anh: 39.000                        |
| The Confessions Tour                                                         | - Phát hành: 30 tháng 1 năm 2007 - Hãng đĩa: Warner Bros. - Định dạng: CD+DVD · DVD · tải nhạc số                                | 15                       | —                        | —                        | 2                        | 2                        | 2                        | 1                        | 1                        | 2                        | 7                        | - L.H.Anh: Bạc     | - Thế giới: 1.200.000 - Mỹ: 148.000 - Pháp: 44.000 - L.H.Anh: 60.000 |
| Sticky & Sweet Tour                                                          | - Phát hành: 30 tháng 3 năm 2010 - Hãng đĩa: Warner Bros. · Live Nation - Định dạng: CD+DVD · Blu-ray+CD · Blu-ray · tải nhạc số | 10                       | —                        | —                        | 3                        | 6                        | 11                       | 2                        | 3                        | 5                        | 17                       |                    | - Mỹ: 82.000 - Pháp: 41.700 - L.H.Anh: 12.405                        |
| MDNA World Tour                                                              | - Phát hành: 9 tháng 9 năm 2013 - Hãng đĩa: Live Nation · Interscope - Định dạng: 2CD · DVD+2CD · Blu-ray · DVD · tải nhạc số    | 90                       | —                        | —                        | —                        | 6                        | —                        | 2                        | 4                        | —                        | 55                       | - Canada: Bạch kim | - Mỹ: 18.000 - L.H.Anh: 7,358                                        |
| "—" Không có mặt trên bảng xếp hạng hoặc không được phát hành ở quốc gia đó. | |                          |                          |                          |                          |                          |                          |                          |                          |                          |                          |                    |                                                                      |

## Các bản phát hành giới hạn khác

### Đĩa mở rộng
| Chi tiết | Ghi chú |
| --- | --- |
| Like a Virgin & Other Big Hits! - Phát hành: 10 tháng 10 năm 1984 - Hãng đĩa: Sire · Warner-Pioneer Japan - Định dạng: LP · CD | - EP do hãng Warner-Pioneer Japan phát hành độc quyền tại Nhật Bản năm 1984. Bao gồm "Like a Virgin" (Extended Dance Remix), "Holiday", "Lucky Star" (Extended Dance Remix) và "Borderline" (Extended Dance Remix). EP sau này được phát hành làm CD đĩa đơn maxi. |
| 12"ers+2 - Phát hành: 6 tháng 9 năm 1985 - Hãng đĩa: Sire · Warner Bros. - Định dạng: Cassette                                 | - EP hiếm hoi đầu tiên của Madonna. hãng Sire Records hủy phát hành EP này năm 1985, nhưng sau đó ra mắt dưới dạng cassette quảng bá tại Nhật Bản vào tháng 9 năm 1985. EP bị hủy do kế hoạch ra mắt dồn dập hàng loạt sản phẩm của Madonna năm 1985, bao gồm các album Madonna và Like a Virgin tại nhiều vùng lãnh thổ. Danh sách bài hát: "Ain't No Big Deal", "Dress You Up" (The 12" Formal Mix), "Angel" (Extended Dance Mix) "Lucky Star" (Hoa Kỳ Remix), "Into the Groove", "Material Girl" (Jellybean Dance Mix), "Borderline" (Hoa Kỳ Remix) và "Like a Virgin" (Extended Dance Remix). |
| Madonna Mix - Phát hành: 1985 - Hãng đĩa: WEA · Warner Bros. - Định dạng: LP                                                   | - EP đĩa than hiếm hoi tại Venezuela phát hành năm 1985. Bao gồm các bài hát: "Borderline", "Holiday" và "Into the Groove" trên Mặt A. "Angel", "Material Girl" và "Dress You Up" ở mặt sau. Các bài hát được nối liên tiếp nhau và là phiên bản gốc trích từ album. Bộ đĩa này sau đó xuất hiện ở Colombia và Ecuador. Theo đó, album tuyển tập 1987 You Can Dance được đổi tên thành You Can Dance: Madonna Mix 2 ở Venezuela. |
| Super Club Mix: True Blue - Phát hành: tháng 10 năm 1986 - Hãng đĩa: Sire · Warner-Pioneer Japan - Định dạng: LP · CD          | - EP do hãng Warner-Pioneer Japan phát hành riêng ở Nhật Bản năm 1986. Bao gồm "True Blue" (The Color Mix), "Everybody" (Dub Version), "Papa Don't Preach" (Extended Remix), "Everybody" (Extended Version) và "Live to Tell" (Instrumental). EP sau này được phát hành làm CD đĩa đơn maxi. |
| La Isla Bonita: Super Mix EP - Phát hành: 25 tháng 5 năm 1987 - Hãng đĩa: Sire · Warner-Pioneer Japan - Định dạng: LP · CD     | - EP do hãng Warner-Pioneer Japan phát hành riêng ở Nhật Bản năm 1987. Bao gồm "La Isla Bonita" (Extended Remix), "Open Your Heart" (Extended Version), "Gambler", "Crazy for You" and "La Isla Bonita" (Instrumental). EP sau này được phát hành làm CD đĩa đơn maxi. |
| Madonna 1983–1989 - Phát hành: 20 tháng 9 năm 1989 - Hãng đĩa: Sire · Warner Bros. - Định dạng: LP, CD                         | - Album tổng hợp các ca khúc thành công từ 1983–1989 phát hành tháng 9 năm 1989 tại thị trường Nhật Bản, chỉ dành cho DJ và các nhà bán lẻ. Album phát hành lại vào tháng 5 năm 1990 với hai ca khúc bổ sung là "Vogue" (1990) và "Keep It Together" (1990) và được đặt tên lại là Madonna 1983-1990. |
| Vogue EP - Phát hành: 25 tháng 9 năm 1990 - Hãng đĩa: Sire · WEA Japan - Định dạng: CD                                         | - EP do hãng WEA Japan phát hành riêng ở Nhật Bản năm 1990. Bao gồm ba bản phối lại của "Vogue", hai bản phối của "Hanky Panky" và phiên bản album của "More". - Đạt hạng 72 trên bảng xếp hạng Oricon Albums Chart. |
| The Holiday Collection - Phát hành: 2 tháng 6 năm 1991 - Hãng đĩa: Sire · Warner Bros. - Dạng đĩa: CD · cassette               | - Phiên bản giới hạn tại Liên hiệp Anh ra mắt cùng với sự phát hành lại của ca khúc "Holiday" (1983) vào năm 1991. EP có 3 ca khúc vắng mặt trong The Immaculate Collection (1990), bao gồm "True Blue" (1986), "Who's That Girl" (1987) và "Causing a Commotion" (1987). |
| Deeper and Deeper EP - Phát hành: 10 tháng 4 năm 1993 - Hãng đĩa: Maverick · Sire · Warner Music Japan - Định dạng: CD         | - EP do hãng Warner Music Japan phát hành riêng ở Nhật Bản năm 1993. Bao gồm sáu bản phối của "Deeper and Deeper", "Bad Girl" (Extended Mix) và năm bản phối của "Erotica". |
| Rain EP - Phát hành: 25 tháng 10 năm 1993 - Hãng đĩa: Maverick · Sire · Warner Music Japan - Định dạng: CD                     | - EP do hãng Warner Music Japan phát hành riêng ở Nhật Bản năm 1993. Bao gồm 3 phiên bản của "Rain", "Waiting" (Remix), "Up Down Suite" (Dub), "Bad Girl" (Extended Mix) và bốn bản phối của "Fever". - Đạt hạng 78 trên Oricon Albums Chart. |
| The Girlie Show - Phát hành: tháng 9 năm 1993 - Hãng đĩa: Warner Music Brazil - Định dạng: CD                                  | - EP tại Brazil để quảng bá The Girlie Show World Tour. Bao gồm các bài hát "Erotica", "Deeper and Deeper", "Bad Girl", "Fever", "Rain" và "Bye Bye Baby". |
| Rebel Heart EP - Phát hành: 16 tháng 3 năm 2015 - Hãng đĩa: Boy Toy · Live Nation · Interscope - Định dạng: tải nhạc số        | - EP kỹ thuật số độc quyền tại Vương quốc Liên hiệp Anh, liên kết với album phòng thu Rebel Heart. Bao gồm các bài hát "Beautiful Scars", "Borrowed Time", "Addicted", "Graffiti Heart" và hai bản phối của "Living for Love". Những bài hát này cũng phát hành trong phiên bản CD kép của album. |

### Album phối lại
| Chi tiết | Ghi chú |
| --- | --- |
| Remixed Prayers - Phát hành: 23 tháng 8 năm 1989 - Hãng đĩa: Sire · Warner Bros. - Định dạng: LP · CD              | - Album phối khí lại tại Nhật Bản có chứa các ca khúc "Like a Prayer" (1989) và "Express Yourself" (1989) với bìa đĩa khác với album Like a Prayer, thực hiện bởi Christopher Ciccone. - Đạt hạng 24 trên bảng xếp hạng album Oricon hàng tuần và trụ hạng trong 5 tuần. |
| GHV2 Remixed: The Best of 1991–2001 - Phát hành: 20 tháng 1 năm 2001 - Hãng đĩa: Warner Bros. - Định dạng: LP · CD | - Album phối khí phát hành để quảng bá, chứa các ca khúc trong GHV2 (2001). |
| Remixed & Revisited - Phát hành: 24 tháng 11 năm 2003 - Hãng đĩa: Maverick · Warner Bros. - Định dạng: CD          | - Album bao gồm nhiều bài hát trong American Life, cùng ca khúc mới "Your Honesty". - Đạt hạng 115 trên Billboard Hot 100 Hoa Kỳ, hạng 80 trên Swiss Music Charts. Tại Mỹ, album bán ra 115.000 bản.                                                                     |
| Confessions Remixed - Phát hành: 11 tháng 4 năm 2006 - Hãng đĩa: Warner Bros. - Định dạng: Triple Vinyl · CD       | - Phiên bản đĩa than chứa các ca khúc trong Confessions on a Dance Floor (2005) phối khí lại. |

### Bộ đĩa
| Chi tiết | Ghi chú |
| --- | --- |
| True Blue/Like a Prayer - Phát hành: 1990 - Hãng đĩa: Sire · WEA Music Australia - Định dạng: Cassette                                                              | - Hai album trong cùng một chiếc cassette, chỉ phát hành tại Úc. Bao gồm album phòng thu True Blue ở một mặtcassette và Like a Prayer trong mặt còn lại. |
| The Royal Box - Phát hành: tháng 12 năm 1990 - Hãng đĩa: Sire · Warner Bros. - Định dạng: CD · Cassette                                                             | - Phiên bản bộ đĩa của The Immaculate Collection bao gồm phiên bản CD và cassette, bưu thiếp và áp phích. |
| CD Single Collection - Phát hành: 25 tháng 11 năm 1996 - Hãng đĩa: Maverick · Sire · Warner Music Japan - Định dạng: CD                                             | - Bộ đĩa gồm 40 đĩa đơn CD 3", từ "Burning Up" (1983) tới "One More Chance" (1996), trong hộp đĩa 8" × 8" × 4" cao cấp màu đen và tựa đề màu đỏ. |
| The Immaculate Collection/You Can Dance - Phát hành: 1999 - Hãng đĩa: WEA Music, Warner Music France - Định dạng: CD                                                | - Bộ đĩa gồm album gốc The Immaculate Collection và You Can Dance. |
| Ray of Light/The Immaculate Collection - Phát hành: 1999 - Hãng đĩa: WEA Music, Warner                                                                              | - Bộ đĩa gồm Ray of Light và The Immaculate Collection phát hành ở New Zealand; còn mang tên Ray of Light (Special Edition) - Chứng nhận Vàng ở RIANZ |
| 3 for One - Phát hành: 31 tháng 10 năm 2000 - Hãng đĩa: Warner Music Australia - Định dạng: CD                                                                      | - Bộ đĩa gồm album gốc Madonna – The First Album (phiên bản 1985), Like a Virgin (không có "Into the Groove") và True Blue. |
| Like a Virgin/Madonna – The First Album - Phát hành: 17 tháng 10 năm 2000 - Hãng đĩa: WEA Music · Warner Music France - Định dạng: CD                               | - Bộ đĩa bao gồm album tái bản 1985 của Like a Virgin (với "Into the Groove") và Madonna – The First Album. |
| You Can Dance/Erotica - Phát hành: 17 tháng 10 năm 2000 - Hãng đĩa: WEA Music · Warner Music France - Định dạng: CD                                                 | - Bộ đĩa bao gồm album gốc của You Can Dance và Erotica. |
| The Immaculate Collection/Something to Remember - Phát hành: tháng 11 năm 2001 - Hãng đĩa: WEA Records · Warner Music Australia - Định dạng: CD                     | - Bộ đĩa bao gồm album gốc The Immaculate Collection và tuyển tập Something to Remember. Trùng lịch phát hành với bộ đĩa tổng hợp GHV2. |
| True Blue/Like a Virgin - Phát hành: 20 tháng 9 năm 2002 - Hãng đĩa: Warner Strategic Marketing · Warner Music France - Định dạng: CD                               | - Bộ đĩa bao gồm phát hành phục hồi năm 2001 của True Blue và Like a Virgin. |
| 2 CD Hit Collection - Phát hành: 2002 - Hãng đĩa: Warner Music Germany - Định dạng: CD                                                                              | - Bộ đĩa bao gồm Erotica và phiên bản phục hồi 2001 của Madonna. |
| The Best of I + II - Phát hành: 2002 - Hãng đĩa: Warner Music Germany - Định dạng: CD                                                                               | - Bộ đĩa bao gồm phát hành gốc của The Immaculate Collection và GHV2. |
| American Life: Special Limited Edition Box - Phát hành: 22 tháng 4 năm 2003 - Hãng đĩa: Maverick · Warner Bros. - Định dạng: CD                                     | - Bộ đĩa bao gồm album American Life và một tấm áp phích hai mặt 23"×35", tem và CD đính kèm. |
| Édition Spéciale 2CDs: American Life + Remixed & Revisited - Phát hành: 9 tháng 12 năm 2003 - Hãng đĩa: Maverick · Warner Music France - Định dạng: CD              | - Bộ đĩa bao gồm American Life và tuyển tập phối khí Remixed & Revisited |
| American Life/Music - Phát hành: 2005 - Hãng đĩa: Warner Strategic Marketing · Warner Music France - Định dạng: CD                                                  | - Bộ đĩa bao gồm album American Life và phiên bản 11 bài hát của album Music (bổ sung bài hát "American Pie"). |
| American Life/Music/Ray of Light - Phát hành: 2005 - Hãng đĩa: Warner Strategic Marketing · Warner Music France - Định dạng: CD                                     | - Bộ đĩa bao gồm album American Life, phiên bản 11 bài hát của album Music (bổ sung bài hát "American Pie") và Ray of Light. It charted at number 174 on the French Albums Chart for two weeks. |
| Confessions on a Dance Floor: Special Edition Box - Phát hành: 13 tháng 12 năm 2005 - Hãng đĩa: Warner Bros. - Định dạng: CD                                        | - Bộ đĩa gồm 2 quyển sách, quyền thành viên miễn phí một tháng ở Icon (Câu lạc bộ người hâm mộ của Madonna) và bài hát đính kèm "Fighting Spirit". |
| The Complete Collection - Phát hành: tháng 8 năm 2006 - Hãng đĩa: Warner Music UK - Định dạng: CD · DVD                                                             | - Bộ đĩa gồm toàn bộ 17 album phòng thu và tổng hợp từ Madonna đến I'm Going to Tell You a Secret (CD/DVD), ngoại trừ album nhạc phim Evita. Bộ đĩa là sản phẩm quảng bá cho chặng lưu diễn tại Luân Đôn của Confessions Tour, chỉ được Warner Music UK phát hành 100 bản.                                                                                      |
| Hard Candy: Limited Collector's Edition Candy Box - Phát hành: 29 tháng 4 năm 2008 - Hãng đĩa: Warner Bros. - Định dạng: CD                                         | - Bộ đĩa bao gồm album với hai phiên bản phối lại của "4 Minutes" và một túi kẹo bạc hà. |
| Madonna: Dalle Origini Al Mito (From the Beginning to the Myth) - Phát hành: 20 tháng 6 đến 29 tháng 8 năm 2008 - Hãng đĩa: Warner Music Italy - Định dạng: CD, DVD | - Bộ đĩa bán hàng tuần bởi tờ báo Ý Corriere Della Sera vào năm 2008 với thiết kế CD độc quyền và chứa logo của Madonna. Các album bao gồm Madonna, Like a Virgin và True Blue (phiên bản phục hồi), Who's That Girl, Like a Prayer, I'm Breathless, Erotica, Bedtime Stories và Evita và hai DVD The Immaculate Collection và Ciao, Italia! – Live from Italy. |
| Original Album Series - Phát hành: 26 tháng 3 năm 2012 - Hãng đĩa: Warner Bros. - Định dạng: CD                                                                     | - Bộ đĩa tại châu Âu bao gồmTrue Blue (phục hồi), Like a Prayer, Ray of Light, Music và Confessions on a Dance Floor. |
| The Complete Studio Albums (1983 – 2008) - Phát hành: 26 tháng 3 năm 2012 - Hãng đĩa: Warner Bros. - Định dạng: CD                                                  | - Bộ đĩa giới hạn tại châu Âu, bao gồm Madonna (phục hồi), Like a Virgin (phục hồi), True Blue (phục hồi), Like a Prayer, Erotica, Bedtime Stories, Ray of Light, Music, American Life, Confessions on a Dance Floor và Hard Candy. - Bán ra 2.055 bản tại Vương quốc Liên hiệp Anh, đạt hạng 70 trên Official Albums Chart.                                    |
| La Sélection Ideale: Madonna - Phát hành: 13 tháng 8 năm 2012 - Hãng đĩa: Rhino · WEA Music · Warner Music France - Định dạng: CD                                   | - Bộ đĩa digi-pak tại Pháp, bao gồm phiên bản phục hồi của Madonna, True Blue (không chứa những bản phối khí xuất hiện đính kèm trong album gốc) và American Life. |
| Confessions on a Dance Floor/Like a Virgin - Phát hành: 22 tháng 7 năm 2013 - Hãng đĩa: WEA Music · Warner Music France - Định dạng: CD                             | - Bộ đĩa tại Pháp bao gồm Confessions on a Dance Floor và phiên bản phục hồi 2001 của Like a Virgin. |

### Chú giải
- A^  Số liệu của Ray of Light tại Đức đến tháng 12 năm 1998.[192]
- B ^  Bản chuẩn trên thị trường quốc tế: 1 CD. Bản chuẩn trên thị trường Mỹ: 2 CD (được tính là 2 đơn vị). RIAA gấp đôi các album kép khi tính doanh số nếu album vượt quá 100 phút về thời lượng.[193]
- C ^  Không bao gồm doanh số bán album này trước ngày 25 tháng 5 năm 1991. Sau ngày này, doanh số đĩa nhạc trên thị trường Mỹ được tính bởi Nielsen SoundScan.[194][195]
- D ^  EP này được coi là một đĩa đơn tại một số quốc gia nhưng cũng là một album tại các nước khác.[196]
- E ^  Tính đến tháng 9 năm 2011, album này bán ra 3.900.000 bản tại Mỹ, theo Nielsen SoundScan, mà không tính lượng album bán qua những tổ chức khác như BMG Music.[197] Tổng cộng, album này đã bán ra 4.359.000 bản, với 459.000 của BMG Music Clubs.[198]